# キングズ・ヘッド・シアター
キングズ・ヘッド・シアター (英語: King's Head Theatre) は1970年にダン・クロフォードがロンドンのイズリントンに開設したオフ・ウェストエンドのパブ及び劇場である。ロンドンで最初に開業し、2021年7月時点でも稼働している最古のパブシアター(pub theatre)である。キングズ・ヘッド・シアターの開業はパブに劇場を併設するパブシアターが流行するきっかけとなった。 

## 来歴

### 劇場開設前
キングズ・ヘッド・パブはロンドンのイズリントン区にあるアッパー・ストリートに建っている。建物はヴィクトリア朝時代のものであるが、もともとはキングズ・ヘッド・タヴァーンと呼ばれていたパブじたいは1543年から教区教会の向かい側の同じ場所にあった。1938年に一度改修され、現在は劇場として使用されている奥の部屋はボクシング用のリングとして使われていた。最寄り駅はロンドン地下鉄ノーザン線のエンジェル駅である。

### 劇場の創業
ダン・クロフォードが2番目の妻であったジョーンとともに1970年にパブの裏手に劇場を併設したキングズ・ヘッド・シアターを設立し、芸術監督となった。この当時、ロンドンで稼働しているパブシアターはなかった。アーツカウンシルから6万ポンドの支援を受けていたが、この補助は1984年になくなり、それ以降はクロフォードと3番目の妻で映画監督であるステファニー・シンクレアが収益と寄付金でやりくりすることとなった。1985年にはヒュー・グラントがこの劇場に出演してデビューをしている。
2005年にシンクレアはジェイソン・フィッギズと共にクロフォードとキングズ・ヘッド・シアターに関するドキュメンタリーであるA Maverick in Londonを撮影し、これはチャンネル4で放映された。同年にクロフォードが亡くなり、シンクレアが芸術監督となった。2006年にはシンクレアの演出により、レナード・バーンスタインの楽曲を用いた『ピーター・パン』がキングズ・ヘッド・シアターにて初演された。
クロフォードの死後、シンクレアによると劇場は「史上最低の状態」にあったが、2008年には改修を行った。

### 2010～2020年代
2010年3月にアダム・スプレッドベリ＝マーが芸術監督になった。 2010年10月に、キングズ・ヘッド・シアターは「ロンドンの小さなオペラハウス」になると宣言し、ロンドンで40年ぶりに開業した新しいオペラハウスとなった。2010年10月に最初に上演したのはオペラアップクロースによるジェイン・オースティンソールズベリーを舞台にしたジョアキーノ・ロッシーニの『セビリアの理髪師』であった。同時期にマーク・レイヴンヒルが副監督になり、ジョナサン・ミラー、ジョアンナ・ラムリー、トム・ストッパード、アラン・パーカーなどがパトロンをつとめた。2018年のオフ・ウェスト・エンド賞ではキングズ・ヘッド・シアターで上演された『トスカ』がオペラ部門賞を受賞した。
2020年、キングズ・ヘッド・シアターはこれまで使用していたパブの裏のスペースから隣に建てた劇場に移転する計画だったが、新型コロナウイルス感染症の世界的流行により財政的な危機に陥った。
2021年8月、マーク・レイヴンヒルとハナ・プライスが共同でキングズ・ヘッド・シアターの芸術監督をつとめることとなった。

## 実績
パブシアターをロンドンで流行らせるきっかけになった劇場であると見なされている。ヒュー・グラント、アラン・リックマン、スティーヴン・バーコフなどはキングズ・ヘッド・シアターでの仕事を足がかりにキャリアを進展させた。テレンス・ラティガンのリバイバルによる再評価がすすむきっかけを作ったのもこの劇場である。
1970年から2010年までのキングズ・ヘッド・シアターの記録はヴィクトリア&アルバート博物館のアーカイヴに入っている。